# Никозия (Италия)
 Тази статия е за италианския град в Сицилия.  За кипърската столица вижте Никозия.  
Никозѝя (на италиански: Nicosia, на сицилиански Nicusìa, Никузия) е град и община в южна Италия, провинция Ена, в автономен регион и остров Сицилия. Разположен е на 724 надморска височина. Населението на града е 14 597 души (към 30 декември 2010 г.).